# Alma Center (Wisconsin)
Alma Center es una villa ubicada en el condado de Jackson, Wisconsin, Estados Unidos. Según el censo de 2020, tiene una población de 487 habitantes.

## Geografía
La localidad está ubicada en las coordenadas 44°26′13″N 90°54′46″O / 44.43694, -90.91278. Según la Oficina del Censo de los Estados Unidos, Alma Center tiene una superficie total de 2.60 km², correspondientes en su totalidad a tierra firme.

## Demografía
Según el censo de 2020, hay 487 personas residiendo en Alma Center. La densidad de población es de 187.31 hab./km². El 90.97% de los habitantes son blancos, el 0.41% son afroamericanos, el 1.64% son amerindios, el 2.05% son de otras razas y el 4.93% son de una mezcla de razas. Del total de la población, el 7.39% son hispanos o latinos de cualquier raza.